# Glaciar Fitch
El glaciar Fitch es un glaciar afluente que fluye hacia el sur a lo largo del lado este de la cordillera Mcgregor para ingresar al glaciar Man-o-War en las montañas del Almirantazgo del noreste de la Tierra de Victoria, en la Antártida. Fue cartografiado por el Servicio Geológico de Estados Unidos a partir de estudios y fotos aéreas de la Armada de los Estados Unidos tomadas a inicios de la década de 1960. El glaciar Fitch fue nombrado por el Comité Consultivo sobre Nomenclatura Antártica para el teniente E.E Fitch, de la Armada de los Estados Unidos, quien fue Oficial médico en el cabo Hallet, en 1963.